# Tomás Rincón
Tomás Eduardo Rincón Hernández, född 13 januari 1988 i San Cristóbal, är en venezuelansk fotbollsspelare som spelar för Santos. Han representerar även Venezuelas landslag.

## Karriär
Den 8 januari 2022 lånades Rincón ut av Torino till Sampdoria på ett låneavtal över resten av säsongen 2021/2022.